# Thagona caramata
Thagona caramata är en fjärilsart som beskrevs av Paul Dognin 1920. Thagona caramata ingår i släktet Thagona och familjen tofsspinnare. Inga underarter finns listade i Catalogue of Life.